# 180940 Bighornfire
180940 Bighornfire este o planetă minoră (asteroid) din centura de asteroizi. A fost descoperită pe 17 iunie 2005 la Mount Lemmon⁠(d) de Mount Lemmon Survey⁠(d) și a fost numită după Bighorn Fire⁠(d). 
Obiectul prezintă o orbită caracterizată de o semiaxă mare de 2,3468739529476 UAi, o excentricitate de 0,1735515154563, o înclinație de 3,9024461247964 ° în raport cu ecliptica.